# Jacques Boucher de Crèvecœur de Perthes
Jacques Boucher de Crèvecœur de Perthes (Rethel, 10 settembre 1788 – Abbeville, 2 agosto 1868) è stato un geologo, archeologo e antiquario francese.

## Biografia
È noto per la sua scoperta nella ghiaia del dipartimento francese della Somme, degli attrezzi in selce usati dagli uomini primitivi, scoperta avvenuta circa nel 1830.
Era il figlio maggiore di Jules Armand Guillaume Boucher de Crèvecœur, botanico e ufficiale di dogana, e di Etienne-Jeanne-Marie de Perthes (è stato autorizzato con un decreto regio nel 1818 ad usare il cognome della madre in aggiunta a quello del padre). Nel 1802 è stato assunto come dipendente governativo nel ruolo di ufficiale di dogana. Le sue funzioni lo hanno portato a soggiornare sei anni in Italia. In particolare, dal 1805 al 1808 ha vissuto a Genova, città della quale serbò per il resto della sua vita un piacevole ricordo, e dove ha avuto modo di incontrare molte importanti figure della storia cittadina, come Girolamo Luigi Durazzo e Anna Brignole Sale. Nelle numerose lettere che scrisse ai familiari da Genova, offre uno spaccato interessante della città, del suo folclore, nonché della vita quotidiana.
Dopo il suo ritorno nel 1811 è stato promosso rapidamente in patria ed infine nel marzo del 1825 è stato nominato successore del padre come direttore della dogana di Abbeville, posto che ha occupato per il resto della sua vita.
Nel 1847 ha iniziato a scrivere il suo lavoro monumentale: "Antiquités celtiques et antediluviennes", suddiviso in tre volumi. Un lavoro nel quale è stato il primo a stabilire l'esistenza di un uomo nel Pleistocene o nel primo periodo del Quaternario. I suoi punti di vista hanno incontrato poca approvazione, parzialmente perché precedentemente aveva proposto delle teorie riguardanti l'antichità dell'uomo senza fatti per sostenerle, parzialmente perché le figure nel suo libro sono state eseguite malamente, con l'inclusione anche di illustrazioni di selci che non mostravano segni chiari di essere state modellate dall'uomo.
Nel 1855 il dottor Jean Paul Rigollot di Amiens ha sostenuto con forza l'autenticità degli strumenti in selce; ma non fu prima del 1858 quando Hugh Falconer dopo aver visionato la collezione ad Abbeville ha indotto Joseph Prestwich, nell'anno seguente, a visitare la località. Prestwich ha da allora acconsentito in modo definitivo a dichiarare tali strumenti in selce come manufatti creati dall'uomo e che questi erano presenti nel suolo allo stesso livello dei resti di alcuni mammiferi estinti. 
Il 28 marzo 1863 la scoperta di una mascella umana insieme a degli acciarini funzionanti in un pozzo di ghiaia a Moulin-Quignon vicino ad Abbeville sembrano aver vendicato Boucher de Perthes interamente di tutti i patimenti subiti, ma rimasero comunque dei dubbi sull'antichità dei resti umani (a causa della possibilità di sepoltura che avrebbe portato le ossa ad un livello inferiore a quello dell'età in cui visse l'uomo sepolto). Le sue affermazioni vennero accolte con scetticismo e incredulità dai geologi, finché la scoperta fatta da E. Lartet (1864) di una figura di mammouth incisa dagli uomini preistorici, confermò definitivamente tale fatto. Nonostante la cattiva fama, lo stesso anno, fatto ufficiale della legione d'onore. In ogni caso la mascella era in realtà una burla sistemata da uno degli operai di Boucher de Perthes in risposta al premio di 200 franchi per la scoperta di resti umani.

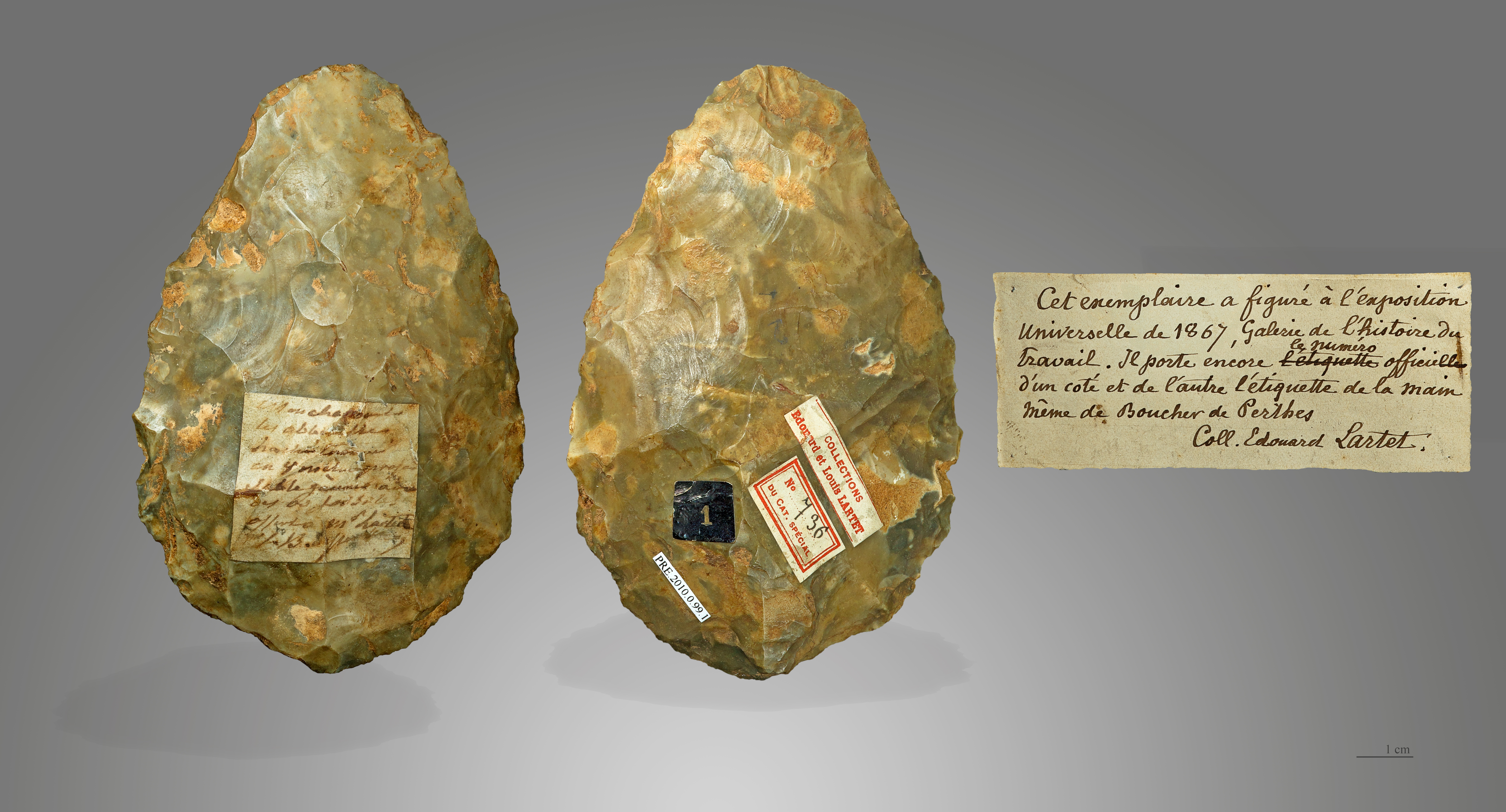
Bifacciale di Menchecourt-les-Abbeville, esposto alla Esposizione Universale del 1867.

Boucher de Perthes ha svolto anche varie attività in molti altri campi. Per più di trenta anni ha ricoperto la presidenza della "Société d'Emulation" a Abbeville, ha contribuito alle pubblicazioni di articoli su una vasta gamma di argomenti. È stato autore di parecchie tragedie, di due romanzi, di parecchi lavori sui viaggi e di un certo numero di libri su argomenti economici e filantropici.